# Paredes de Coura

Paredes de Coura i norra Portugal, röd markering

Paredes de Coura är en portugisisk kommun i Viana do Costelo, i regionen Norra Portugal och underregionen Minho-Lima.
Kommunen har en yta av 138,02 km² och 9 571 invånare (2001) och är indelad i 21 freguesias. Kommunen gränsar i norr till Valença och Monção, i öster till Arcos de Valdevez, i söder till Ponte de Lima  och i väster till Vila Nova de Cerveira. Den högsta punkten i området ligger vid Corno do Bico med 883 meter över havet, i ett naturskyddsområde med samma namn.
Freguesian Paredes de Coura har 1 495 invånare (2001).
Staden grundades 1257 och har som skyddshelgon Sankta Maria av Paredes.

## Befolkning
| Befolkningen i Paredes de Coura (1801 – 2004) | Befolkningen i Paredes de Coura (1801 – 2004) | Befolkningen i Paredes de Coura (1801 – 2004) | Befolkningen i Paredes de Coura (1801 – 2004) | Befolkningen i Paredes de Coura (1801 – 2004) | Befolkningen i Paredes de Coura (1801 – 2004) | Befolkningen i Paredes de Coura (1801 – 2004) | Befolkningen i Paredes de Coura (1801 – 2004) | Befolkningen i Paredes de Coura (1801 – 2004) |
| --------------------------------------------- | --------------------------------------------- | --------------------------------------------- | --------------------------------------------- | --------------------------------------------- | --------------------------------------------- | --------------------------------------------- | --------------------------------------------- | --------------------------------------------- |
| 1801                                          | 1849                                          | 1900                                          | 1930                                          | 1960                                          | 1981                                          | 1991                                          | 2001                                          | 2004                                          |
| 8963                                          | 10618                                         | 13091                                         | 14412                                         | 14886                                         | 11311                                         | 10442                                         | 9571                                          | 9409                                          |

Paredes de Coura är indelat i följande freguesias:

- Agualonga
- Bico e Cristelo
- Castanheira
- Cossourado e Linhares
- Coura
- Cunha
- Formariz e Ferreira
- Infesta
- Insalde e Porreiras
- Mozelos
- Padornelo
- Parada
- Paredes de Coura e Resende
- Romarigães
- Rubiães
- Vascões